# عبدالرسول سیاف
عبدالرب رسول سیاف (زادهٔ ۱۹۴۶، پغمان، کابل) جنگ‌سالار، سیاستمدار و فرمانده سابق مجاهدین است. او در جنگ علیه دولت حزب دموکراتیک خلق در دهه ۱۹۸۰ شرکت کرد و رهبری جناح مجاهدین افغان تنظیم دعوت اسلامی افغانستان را بر عهده داشت.
در طول جنگ، او روابط نزدیکی با عربستان داشت و از با دریافت حمایت‌های گسترده از سوی منابع عربی داوطلبان عرب را برای نیروهای مجاهد بسیج می‌کرد. گفته می‌شود، پس از اخراج بن لادن از سودان در سال ۱۹۹۶ توسط رژیم سودان تحت فشار عربستان، مصر و آمریکا، سیاف اولین کسی بود که اسامه بن لادن را به پناهندگی در افغانستان (جلال‌آباد) دعوت کرد. او با وجود رابطه نزدیک با عربستان سعودی که از شبه نظامیان طالبان حمایت می‌کرد، عضو ائتلاف شمال بود
در سال ۲۰۰۵، اتحادیه اسلامی سیاف به یک حزب سیاسی تبدیل شد و او به عنوان عضو پارلمان افغانستان انتخاب شد. او تا امروز نفوذ سیاسی خود را حفظ کرده‌است.
دیدگاه‌های اسلام‌گرایانه او به گرایش سلفی است، او پشتیبانی زیادی را از مخالفان رژیم کابل (شوروی) به ویژه از سوی آژانس اطلاعات مرکزی و عربستان دریافت کرد. نیروهای سیاف پس از سرنگونی قدرت جمهوری دموکراتیک افغانستان وارد کابل شده و در جریان جنگ داخلی افغانستان، درگیری‌های خونینی با حزب وحدت اسلامی افغانستان و دیگر گروه‌های شیعه داشتند که به قتل‌عام شیعیان انجامید. عفو بین‌الملل او را به جنایت‌های جنگی در سال ۱۹۹۲ پس از فروپاشی دولت محمد نجیب‌الله متهم است. طبق این گزارش‌ها نیروهای سیاف به مناطق شیعهٔ مردم هزاره شهر کابل حمله کرده و همچنین نقش بسزایی در جنگ افشار داشته‌اند؛ بنابراین گزارش نیروهای سیاف به کشتار، تجاوز و آتش‌زدن خانه‌های غیرنظامیان افشار دست زدند.
سیاف در جریان درگیری‌های کابل و مقاومت در برابر تروریستان طالب، همواره از هم‌پیمانان کلیدی برهان‌الدین ربانی و احمدشاه مسعود بوده‌است. دو نخست‌وزیر افغانستان بین سال‌های ۱۹۹۲ تا ۱۹۹۶، ارسلا رحمانی دولت و احمدشاه احمدزی از اعضای حزب او انتخاب شدند. او علی‌رغم شباهت‌های اعتقادی‌اش با طالبان و القاعده به آنها نپیوست و پس از سرنگونی امارت اسلامی افغانستان، به جمع مخالفان آنان در اتحاد شمال پیوست. سیاف در انتخابات ریاست‌جمهوری ۱۳۹۳ افغانستان شرکت کرده و اسماعیل خان را به عنوان دستیار اول در کنار خود داشت. او در این انتخابات حدود ۷ درصد آرا را به دست آورد که به نفع کرزی کنار رفت.

## زندگی
در سال ۱۹۴۴ میلادی در خانواده‌ای از قوم سکا در درهٔ پغمان در حومهٔ کابل پایتخت افغانستان متولد شد. وی فارغ‌التحصیل رشته «شریعت اسلامی» از دانشگاه کابل در سال ۱۹۶۷ است. ۱۹۷۱ برای ادامه تحصیل راهی مصر شد. پس از دریافت مدرک فوق لیسانس از دانشکده حدیث دانشگاه الأزهر به افغانستان بازگشت. سیاف در دهه ۱۹۷۰ به اخوان‌المسلمین افغانستان پیوست که برهان‌الدین ربانی و گلبدین حکمتیار به تازگی آن را تأسیس کرده بودند. در سال ۱۹۷۴ قصد سفر به آمریکا را داشت اما به اتهام اینکه عضو گروه «نهضت جوانان مسلمان» بود، توسط پلیس افغانستان بازداشت شد و شش سال در زندان بود. در ۱۹۷۹ به‌طور ناگهانی آزاد شد. سال ۱۹۸۰ ریاست اتحادیه سازمان‌های جهادی افغانستان را بر عهده گرفت. پس از فروپاشی این اتحادیه، یک حزب سیاسی جدید بنام «حزب اتحاد اسلامی مجاهدین افغانستان» تأسیس کرد.